# Studio Bind
Studio Bind (яп. 株式会社スタジオバインド) — японская анимационная студия, основанная в ноябре 2018 года в качестве совместного предприятия White Fox и Egg Firm.

## История
Компания была основана в ноябре 2018 года как совместное предприятие анимационной студии White Fox и компании по производству, планированию и управлению Egg Firm под спонсорством компании Rakuten. Первой работой студии было сотрудничество над аниме Karakuri Circus для 22 и 31 серий. В октябре 2019 года Egg Firm объяснила создание студии тем, что им нужна была «система, которая позволила бы работать с продолжительным долговременным проектом», так что они смогут сфокусироваться на создании Mushoku Tensei: Isekai Ittara Honki Dasu. Egg Firm также отметила, что это аниме станет началом их работы над полномасштабными анимационными проектами. 31 января 2021 года продюсер Mushoku Tensei и CEO Egg Firm Нобухиро Осава заявил в своём интервью, что он создал студию специально для работы над этой экранизацией.

## Работы

### Аниме-сериалы
| Год  | Название                      | Режиссер       | Дата начала трансляции | Дата окончания трансляции | Эпизоды | Примечания                             |
| ---- | ----------------------------- | -------------- | ---------------------- | ------------------------- | ------- | -------------------------------------- |
| 2021 | Mushoku Tensei                | Манабу Окамото | 11 января 2021         | 20 декабря 2021           | 23      | На основе ранобэ Рифудзин-на Магонотэ. |
| 2023 | Oniichan wa Oshimai!          | Синго Фудзии   | 5 января 2023          | 23 марта 2023             | 12      | На основе манги Nekotofu.              |
| 2023 | Mushoku Tensei 2              | Хироки Хирано  | 3 июля 2023            | 30 июня 2024              | 25      | Продолжение Mushoku Tensei.            |
| 2025 | Hana wa Saku, Shura no Gotoku | Аюму Увано     | 7 января 2025          | 25 марта 2025             | 12      | На основе манги Аяно Такэды и Муссю.   |
| 2025 | Ruri no Hoseki                | Синго Фудзии   | 2025                   | TBA                       | TBA     | На основе манги Кэйитиро Сибуи.        |
| 2025 | Mushoku Tensei 3              | TBA            | TBA                    | TBA                       | TBA     | Продолжение Mushoku Tensei 2.          |

### OVA
| Название       | Режиссер       | Дата выхода      | Эпизоды | Примечания                             |
| -------------- | -------------- | ---------------- | ------- | -------------------------------------- |
| Mushoku Tensei | Манабу Окамото | 16 марта 2022 г. | 1       | На основе ранобэ Рифудзин-на Магонотэ. |

### Помощь в создании
- Karakuri Circus